# Kristinehov

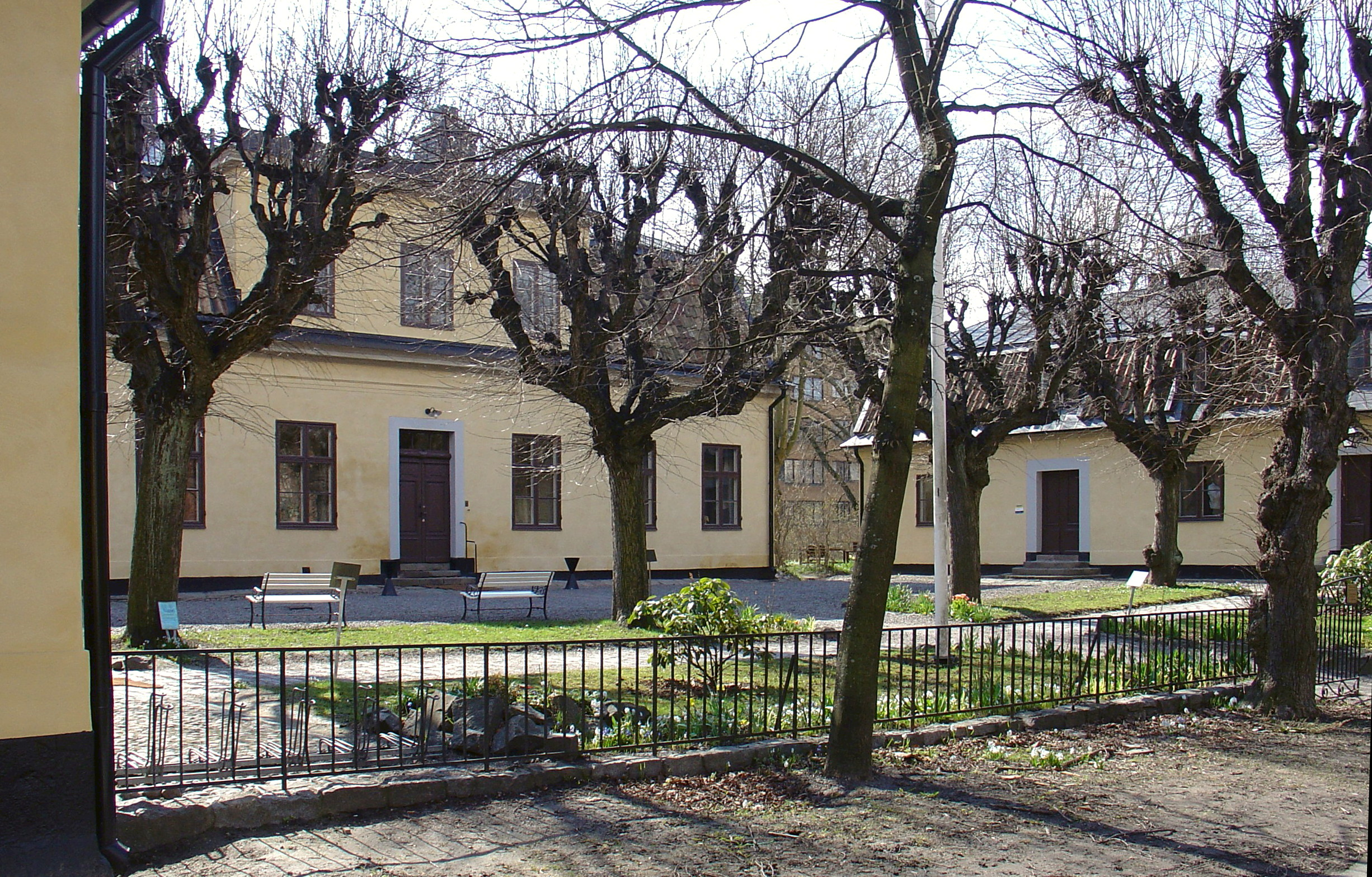
Kristinehovs malmgård från norr.

Kristinehov är en malmgård belägen på Södermalm i Stockholm. Kristinehov ligger i kvarteret Graniten mellan Varvsgatan, Lundagatan, Kristinehovsgatan och Högalidsgatan.

## Historik

### De Gotherska husen

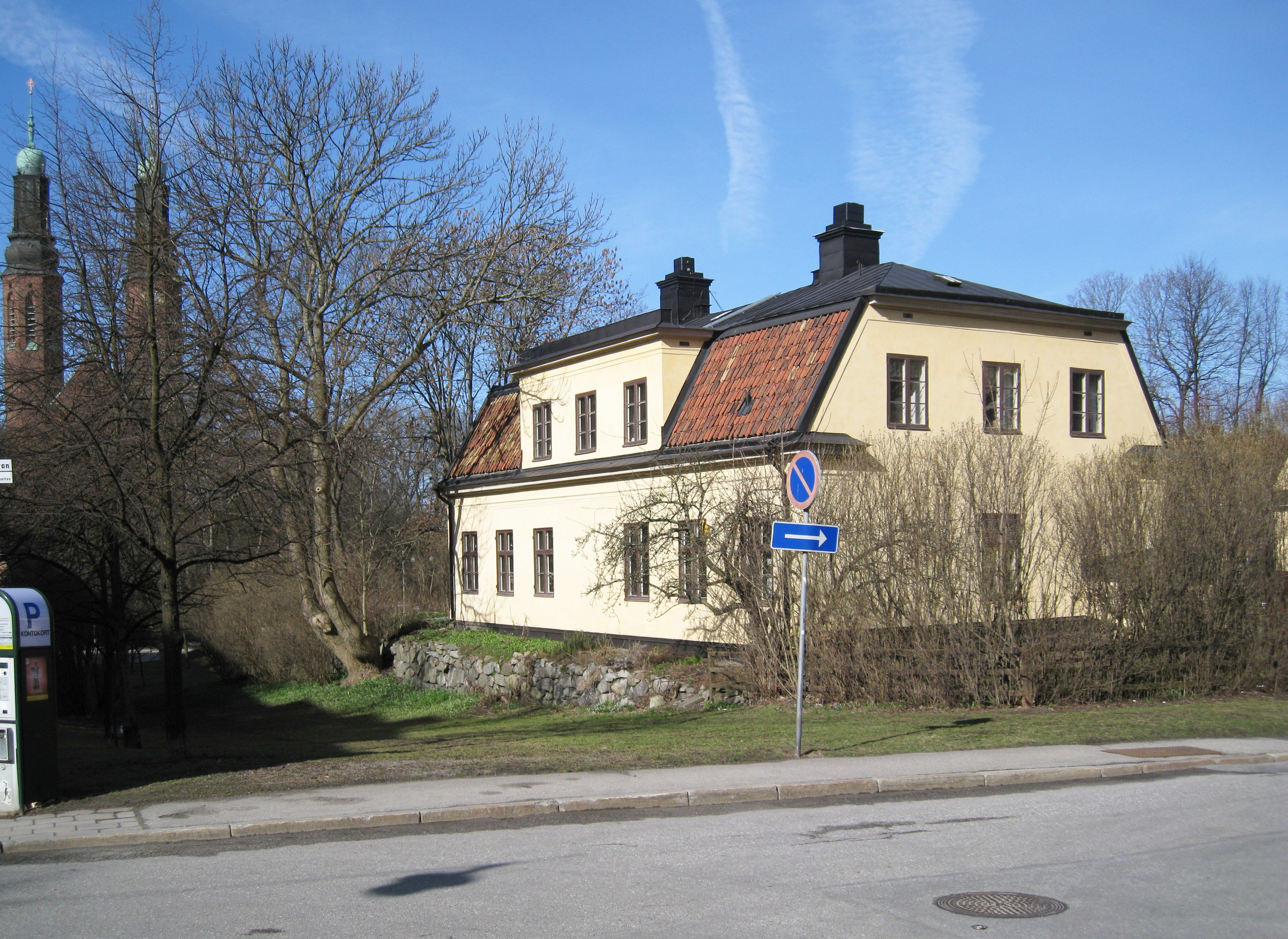
Kristinehovs malmgård från öster, i bakgrunden skymtar Högalidskyrkan.

Tomten, där Kristinehovs malmgård ligger idag, ägdes vid sekelskiftet 1600-1700 av Hans Andersson Dotheen. Efter hans död ärvde dottern Elisabet, gift Gother, tomten. Elisabets make Engelbrecht Gother slog samman några mindre tomter i området och lät bygga de så kallade Gotherska husen. På bergen öster och väster om tomten låg två kvarnar – Österlings kvarn på den bergknalle där Högalidskyrkan står idag och Almens kvarn på Skinnarviksberget, där kvarteret Marmorn ligger idag mellan Skinnarviksringen och Lundagatan. Från Hornstullsgatan (nuvarande Brännkyrkagatan) gick i början av 1700-talet Kvarnbacksgränd, som ledde till pipbruket nere vid Pålsundet (som senare skulle bli Heleneborg), men också till Gotherska husen och de två kvarnarna.
När Engelbrecht Gother avled tog hans och Elisabet Dotheens son, handelsborgarmästaren Engelbert Gother, över tomten och gården. Engelbert Gother hade varit direktör för Rörstrands porslinsfabrik och var talman vid riksdagen i Norrköping 1769–1770. I mitten av 1700-talet finns noterat att han var ägare till den ”bergaktige gårds tomt på Södermalm utom Horns Kroken mellan Hornsgatan och Siöen”. Han bodde där fram till sin död 1775.

### Diedrichsson tar över

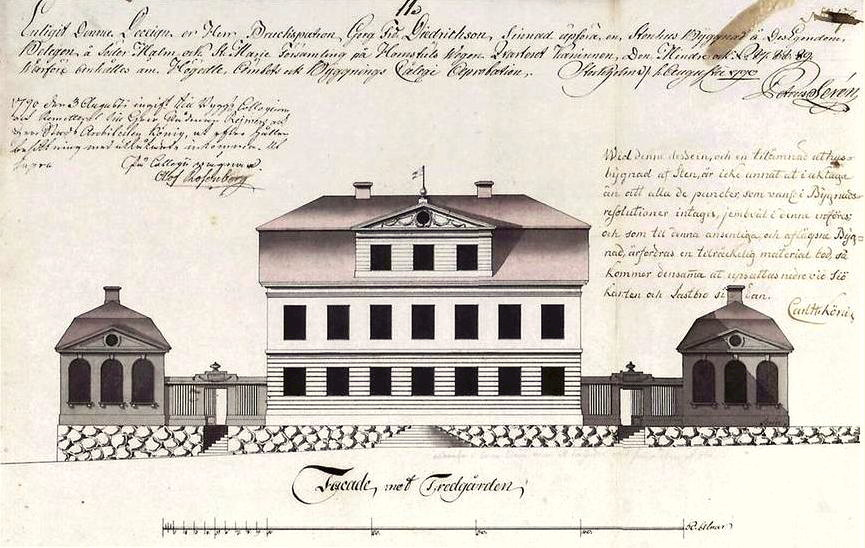
Petrus Seréns fasadritning, 1790.

År 1789 köpte den förmögne grosshandlaren Georg Fredrik Diedrichsson (1730–1807) egendomen. Diedrichsson hade tidigt slagit sig på handel och blev grosshandlare i Stockholm 1767. Hans affärsverksamhet omfattade bland annat en sidenfabrik och åtskilliga rederiintressen. Han lät riva de Gotherska trähusen för att bygga nytt. I augusti 1790 inlämnade han ritningar utförda av slottsmurmästare Petrus Serén för att uppföra malmgården Kristinehov. Till gården hörde också ett orangeri i terrasser ner mot Hornsgatan, iskällare, portvaktstuga, altan, uthus, fähus samt stall för tre hästar. Upphovet till namnet Kristinehov är okänt. Fru Diedrichsson bar förnamnet Helena. 
Diedrichsson var sedan 1799 ledamot i styrelsen för Borgerskapets gubbhus och i samband med sitt inval i styrelsen skänkte han 10 000 riksdaler banco till den då ganska fattiga institutionen. Gubbhuset var en institution för nödlidande män från Stockholms stads borgerskap. I slutet av 1700-talet hade man lyckats skaffa en liten lokal vid Sabbatsberg för de nödlidande åldringarna, senare flyttade man till Grevgatan, där man år 1803 kunde inhysa 17 pensionärer. Diedrichsson var väl medveten om att behoven var större än så. När makarna Diedrichsson skrev sitt testamente 1806 donerade de sin malmgård till Gubbhuset. Egendomen var stor – då den uppmättes 1811 var den ca 125 000 m² och sträckte sig från nuvarande Brännkyrkagatan ner till Mälaren och från nuvarande Varvsgatan till Yttersta Tvärgränd.

### Malmgården blir gubbhus
Genom tillmötesgående från änkan fru Diedrichsson kunde pensionärerna börja flytta in på Kristinehov redan 1812, medan ombyggnader och nyinredningar ännu pågick. Över ingången till trädgården satte man upp en portal med texten ”För ålderstigne borgersmän”. 1816 stod Gubbhuset helt klart och där bodde då trettiosex pensionärer, eller, för att citera det kungliga reglementet av år 1788, sådana ”åldrige, avsigkomne och vanföre borgare, som i sina förra år deltagit i denna stads borgerskaps tunga”. 
Gubbhuset på Kristinehov byggdes till 1868, då man uppförde en (numera riven) flygelbyggnad, som innehöll tio rum. Mot slutet av 1800-talet höjdes röster för att stiftelsens anläggningar skulle svara bättre mot den nya tidens krav. Genom att sälja mark till staden 1895 i samband med nyreglering av stadsplanen fick man medel att bygga nytt.

### Borgarhemmet kommer till

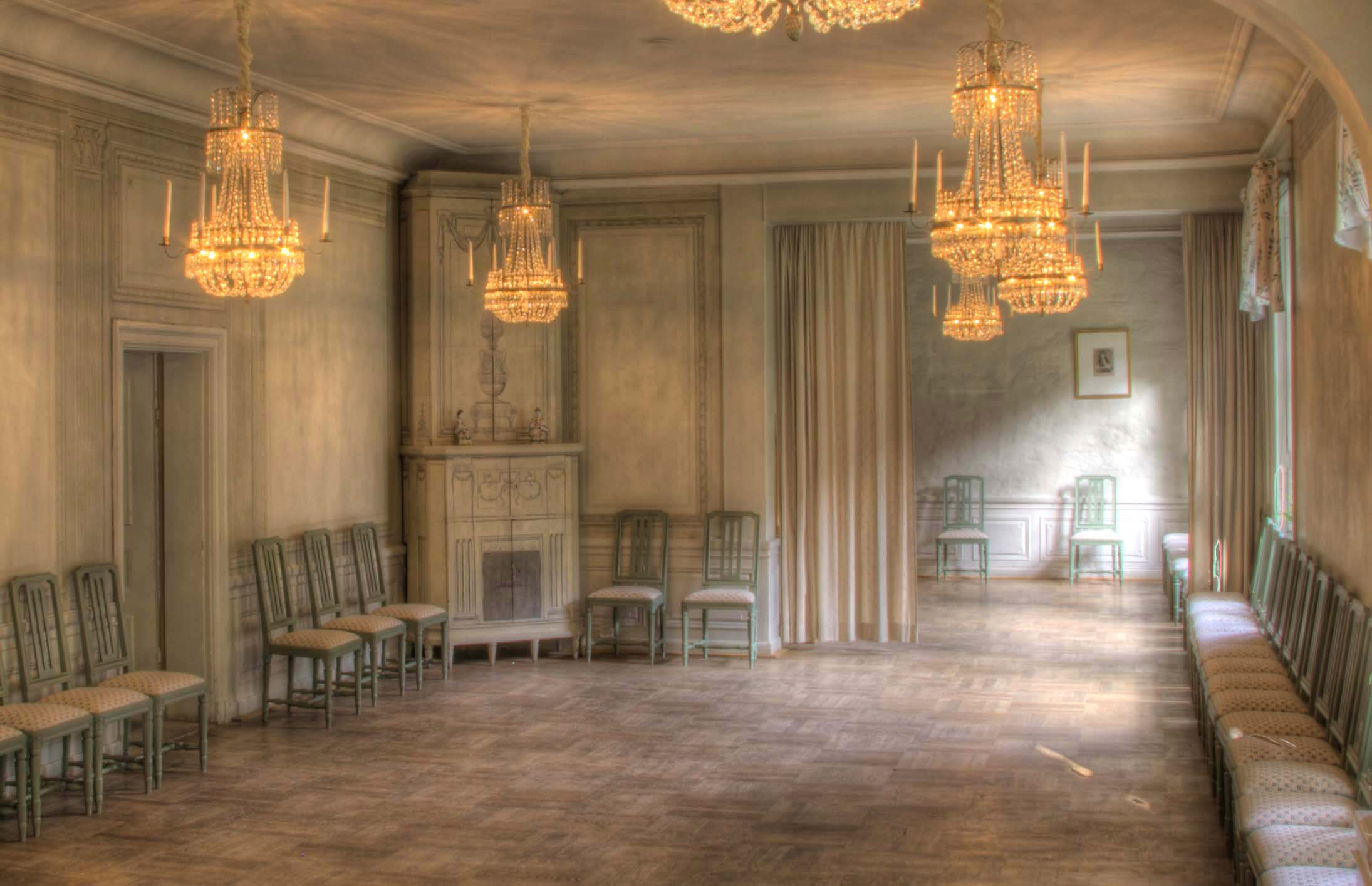
Kristinasalen, Kristinehovs stora festsal.

För köpeskillingen man erhöll 1895 kunde Gubbhuset bygga sitt nya hem, Borgarhemmet, i kvarteret Yxan strax norr om malmgården. Borgarhemmet stod färdigt 1908. En del av den gamla Kristinehovstomten stannade kvar i Gubbhusets ägo och skulle nu ge ännu mera pengar till bygget och till driften av Borgarhemmet. I december 1907 sålde Gubbhusdirektionen huvuddelen av den resterande marken för 635 000 kronor till ett konsortium under ledning av byggmästaren vid bygget av Borgarhemmet, varefter köparna några veckor senare avyttrade samma mark för 1 100 000 kronor. Vinsten konsortiet gjorde på några få veckor vintern 1907 (465 000 kronor) motsvarar i 2009 års penningvärde drygt 22 miljoner kronor.

### Malmgården under 1900-talet
Stockholms stad köpte 1928 Kristinehovs malmgård. Till en början hyrdes gården ut för bostadsändamål till enskilda, mindre bemedlade personer. År 1943 bodde två familjer i husets övervåning. I flyglarna bodde 14 personer, vardera med en bostadsyta på 10–13 m². I maj 1943 tog Högalids medborgarhusförening över. Föreningen, som hade bildats i december 1932, hade storslagna planer på bland annat konditori, teater, konsertsal, bio, bad och idrottsanläggning på gården. Planerna infriades dock aldrig, gården var i för dåligt skick och i behov av restaurering. 
Först efter att gården 1955 genomgått en större renovering kunde Högalids medborgarhusförening flytta in i huvudbyggnaden och den ena flygeln. Den andra flygeln tog kväkarna hand om efter att ha bekostat upprustning.

## Kristinehov idag
Under början av 2000-talet har Kristinehov använts som föreningslokaler för Stockholms föreningsliv. Verksamheten har drivits av Högalids Medborgarhusförening. I november 2008 gick dock Högalids Medborgarhusförening i konkurs och gården stängdes. Sällskapet Gustafs skål satte då igång ett försök att rädda föreningsverksamheten på gården och en ny förening bildades – Kristinehovs Malmgårds Ekonomiska Förening. Från april 2009 är föreningsverksamheten åter igång. Nystarten innebär också att Stockholms Stad genom AB Stadsholmen och tillsammans med föreningen har renoverat huset invändigt och så långt det är möjligt återställt huset till ett 1790-talsskick. Lokalerna hyrs ut till föreningar men även till konferenser och fester. Kristinehov har blivit en mycket populär plats att hålla bröllopsfest på. Det finns även ett sommarkafé i trädgården. Kväkarna huserar fortsatt i västra flygeln.

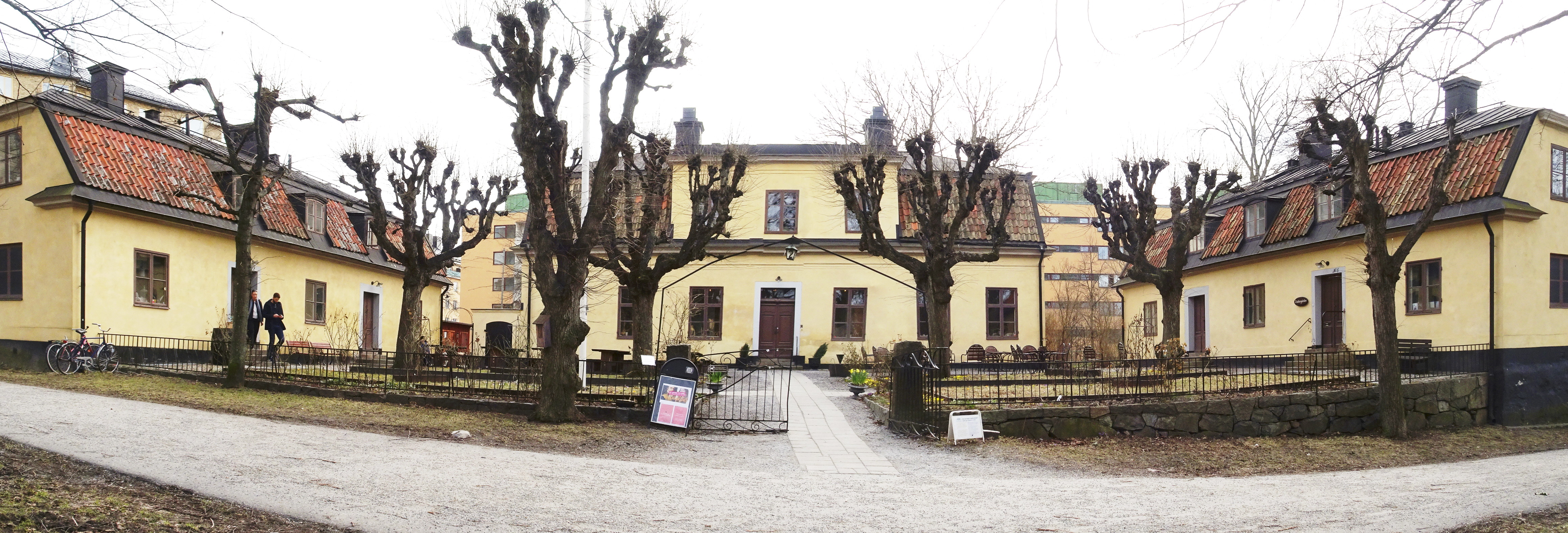
Kristinehovs malmgård, huvudbyggnad och flyglar i april 2018.